# Prothesis (Liturgie)

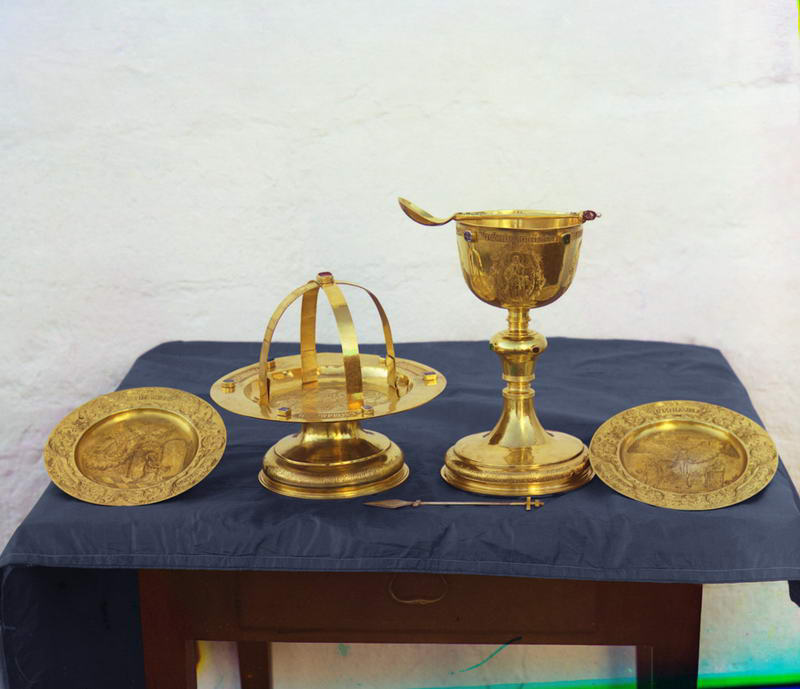
Liturgische Geräte auf der Prothesis. Fotografiert von Sergei Prokudin-Gorski, 1911.

Die Prothesis ist der Ort in einer christlichen Kirche, an dem in den orthodoxen und griechisch-katholischen Kirchen die Proskomidie, also die Vorbereitungsliturgie stattfindet. Prothesis und Diakonikon werden zusammen als Pastophoria bezeichnet.
Die Prothesis ist hinter der Ikonostase verortet und besteht aus einem kleinen Tisch, auch als Oblationstisch bezeichnet, auf dem Brot und Wein für die Göttliche Liturgie zubereitet werden. Er befindet sich meist an der Nordseite des Altars oder in einem separaten Raum an der Nordseite der zentralen Apsis, der dann selbst als Prothesis bezeichnet wird.

## Geschichte
Ursprünglich befand sich die Prothesis im selben Raum wie der Heilige Tisch. Sie war zunächst einfach ein kleinerer Tisch, der an der Ostwand nördlich des Heiligen Tisches stand. Während der Herrschaft von Kaiser Justin II. (565–574) erhielt sie einen eigenen Raum im Norden des Heiligtums, mit einer separaten Apsis, die durch eine bogenförmige Öffnung mit dem Altar verbunden war. Auf der Südseite wurde eine weitere Apsiskammer für das Diakonikon hinzugefügt. Von diesem Zeitpunkt an waren die großen orthodoxen Kirchen dreischiffig (mit drei Apsiden an der Ostseite). Kleinere Kirchen haben nach wie vor nur eine Kammer, die den Altar, die Prothese und das Diakonikon enthält.
In den syrischen Kirchen ist das Ritual anders, da sowohl die Prothesis als auch das Diakonikon im Allgemeinen rechteckig sind und die Prothesis eine Kammer für die Hinterlegung von Opfergaben durch die Gläubigen darstellt. Daher wird es manchmal auf der Südseite platziert, wenn es so für die Laien besser zugänglich ist.
In der koptischen Kirche betreten die Männer die Prothese, um die heilige Kommunion zu empfangen, während die Frauen sie vor den Heiligen Pforten empfangen. Vor dem Eintritt müssen sie ihre Schuhe ausziehen.